# Антигулов, Гаджимурад
Гаджимура́д Антигу́лов (род. 1 января 1987, Гунибский район) — российский боец смешанного стиля, представитель полутяжёлой весовой категории. Выступает на профессиональном уровне начиная с 2009 года, известен по участию в турнирах таких бойцовских организаций как UFC, ACB, M-1 Global и др. Владел титулом чемпиона ACB в полутяжёлом весе. Здесь не написали про его хулиганства и задержание

## Биография
Гаджимурад Антигулов родился 1 января 1987 года в Гунибском районе Дагестана. С юных лет серьёзно занимался вольной борьбой, получил в этой дисциплине звание мастера спорта России. Во время службы в армии освоил также армейский рукопашный бой. После армии с 2008 года в течение некоторого времени выступал в боевом самбо, становился призёром первенства Юга России.

### Начало профессиональной карьеры
Дебютировал в смешанных единоборствах на профессиональном уровне в мае 2009 года — на турнире ProFC встретился с соотечественником Адланом Амаговым и уже в первом раунде оказался в нокауте.
В 2011 году вернулся в ММА, одержал победу на европейском отборе M-1 Selection, принял участие в турнире-восьмёрке Кубок Бойца, где выиграл у всех троих соперников по турнирной сетке, в том числе в финале взял верх над Игорем Савельевым. В дальнейшем продолжил выступать в различных российских организациях, таких как ProFC, M-1 Global, Legion Fight и др. Представлял ростовский клуб «Легион» и Анапу.
В 2012 году потерпел поражения от Абдулкерима Эдилова и Виктора Немкова, а также сдался в поединке с бразильцем Рейналдо да Силвой.
Несмотря на три поражения подряд, Антигулов продолжил активно участвовать в боях и выиграл у нескольких соперников на турнирах Versia Fighting Championship и Oplot Challenge. С 2013 года состоял в махачкалинском бойцовском клубе «Горец», где проходил подготовку под руководством тренеров Шамиля Алибатырова и Сухраба Магомедова.

### Absolute Championship Berkut
Имея в послужном списке девять побед и четыре поражения, в 2014 году Антигулов стал участником гран-при организации Absolute Championship Berkut в полутяжёлой весовой категории. Благополучно прошёл стартовый этап, стадии четвертьфиналов и полуфиналов, после чего в финальном решающем поединке выиграл техническим нокаутом у Руслана Хасханова и завоевал титул чемпиона ACB.
Впоследствии провёл в организации ещё три успешных нетитульных боя и один раз защитил свой чемпионский пояс в поединке с Муслимом Махмудовым, доведя серию своих побед до двенадцати.

### Ultimate Fighting Championship
С рекордом 18-4 в 2016 году подписал эксклюзивный контракт с крупнейшей бойцовской организацией мира Ultimate Fighting Championship и дебютировал здесь с победы над бразильцем Маркусом Рожериу де Лимой — поймал его в «гильотину» и заставил сдаться уже на 67 секунде первого раунда, заработав тем самым бонус за лучшее выступление вечера.
В мае 2017 года вышел в октагон против датчанина Йоакима Кристенсена и в первом же раунде принудил его к сдаче с помощью удушающего приёма сзади.
Планировался бой Антигулова с молдаванином Ионом Куцелабой, однако российский боец вынужден был отказаться от этого боя из-за травмы, и организаторы заменили его другим бойцом. Бой против Куцелабы всё же состоялся в июле 2018 года, на последней минуте первого раунда Антигулов пропустил множество безответных ударов в стойке, и рефери остановил поединок, засчитав технический нокаут — таким образом российский боец потерпел первое поражение в октагоне UFC.

## Статистика ММА
| Боёв 30  | Побед 21 | Поражений 9 |
| -------- | -------- | ----------- |
| Нокаутом | 5        | 6           |
| Сдачей   | 15       | 3           |
| Решением | 1        | 0           |

| Результат | Рекорд | Соперник                   | Способ                       | Турнир                                        | Дата             | Раунд | Время | Место                   | Примечание                                                      |
| --------- | ------ | -------------------------- | ---------------------------- | --------------------------------------------- | ---------------- | ----- | ----- | ----------------------- | --------------------------------------------------------------- |
| Победа    | 21-9   | Виктор Вечерин             | Техническим нокаутом (удары) | AMC Fight Nights 110: Пономарев - Шуаев       | 25 марта 2022    | 2     | 2:39  | Астрахань, Россия       |                                                                 |
| Поражение | 20-9   | Витор Петрино              | Нокаутом ()                  | UAE Warriors UAE Warriors 22                  | 4 сентября 2021  | 2     | 3:36  | Абу-Даби, ОАЭ           |                                                                 |
| Поражение | 20-8   | Максим Гришин              | TKO (удары)                  | UFC Fight Night: Ortega vs. The Korean Zombie | 17 октября 2020  | 2     | 4:57  | Абу-Даби, ОАЭ           |                                                                 |
| Поражение | 20-7   | Пол Крейг                  | Сдача (треугольник)          | UFC on ESPN: Whittaker vs. Till               | 26 июля 2020     | 1     | 2:06  | Абу-Даби, ОАЭ           |                                                                 |
| Поражение | 20-6   | Михал Олексейчук           | Нокаут (удары)               | UFC Fight Night: Overeem vs. Oleinik          | 20 апреля 2019   | 1     | 0:44  | Санкт-Петербург, Россия |                                                                 |
| Поражение | 20-5   | Ион Куцелаба               | TKO (удары руками)           | UFC on Fox: Alvarez vs. Poirier 2             | 28 июля 2018     | 1     | 4:25  | Калгари, Канада         |                                                                 |
| Победа    | 20-4   | Йоаким Кристенсен          | Сдача (удушение сзади)       | UFC 211                                       | 13 мая 2017      | 1     | 2:21  | Даллас, США             |                                                                 |
| Победа    | 19-4   | Маркус Рожериу де Лима     | Сдача (гильотина)            | UFC Fight Night: Bader vs. Nogueira 2         | 19 ноября 2016   | 1     | 1:07  | Сан-Паулу, Бразилия     | Выступление вечера.                                             |
| Победа    | 18-4   | Муслим Махмудов            | Сдача (удушение сзади)       | ACB 35                                        | 6 мая 2016       | 2     | 4:21  | Тбилиси, Грузия         | Защитил титул чемпиона ACB в полутяжёлом весе.                  |
| Победа    | 17-4   | Жорже Луис Безерра         | TKO (удары руками)           | ACB 27                                        | 20 декабря 2015  | 1     | 2:00  | Душанбе, Таджикистан    | Нетитульный бой.                                                |
| Победа    | 16-4   | Кассиу Барбоза ди Оливейра | TKO (удары руками)           | ACB 20                                        | 14 июня 2015     | 1     | 0:12  | Сочи, Россия            | Нетитульный бой.                                                |
| Победа    | 15-4   | Артур Астахов              | Сдача (удушение сзади)       | Union MMA Pro                                 | 21 февраля 2015  | 1     | 0:33  | Краснодар, Россия       |                                                                 |
| Победа    | 14-4   | Грачо Дарпинян             | Единогласное решение         | ACB Grand Prix Berkut 11                      | 15 ноября 2014   | 3     | 5:00  | Грозный, Россия         | Нетитульный бой.                                                |
| Победа    | 13-4   | Руслан Хасханов            | TKO (удары руками)           | ACB Grand Prix Berkut 9                       | 22 июня 2014     | 1     | 3:53  | Грозный, Россия         | Финал гран-при ACB в полутяжёлом весе.; Выиграл титул чемпиона. |
| Победа    | 12-4   | Николай Боярчук            | Сдача (гильотина)            | ACB Grand Prix Berkut 7                       | 18 мая 2014      | 1     | 0:42  | Грозный, Россия         | Полуфинал гран-при ACB в полутяжёлом весе.                      |
| Победа    | 11-4   | Михаил Бурешкин            | Сдача (удушение сзади)       | ACB Grand Prix Berkut 6                       | 20 апреля 2014   | 1     | 1:47  | Грозный, Россия         | Четвертьфинал гран-при ACB в полутяжёлом весе.                  |
| Победа    | 10-4   | Илья Колодяжный            | TKO (удары руками)           | ACB Grand Prix Berkut 3                       | 16 марта 2014    | 1     | 0:47  | Грозный, Россия         | Стартовый этап гран-при ACB в полутяжёлом весе.                 |
| Победа    | 9-4    | Роман Ищенко               | Сдача (анаконда)             | Oplot Challenge 96                            | 18 января 2014   | 1     | 1:25  | Харьков, Украина        |                                                                 |
| Победа    | 8-4    | Муслим Тутаев              | Сдача (рычаг локтя)          | Versia Fighting Championship 2                | 31 декабря 2013  | 1     | 0:35  | Пятигорск, Россия       |                                                                 |
| Победа    | 7-4    | Магомед Шарудинов          | Сдача (рычаг колена)         | Versia Fighting Championship 2                | 31 декабря 2013  | 1     | 2:24  | Пятигорск, Россия       |                                                                 |
| Поражение | 6-4    | Рейналду да Силва          | Сдача (рычаг локтя)          | Legion Fight 14                               | 27 апреля 2013   | 1     | 2:55  | Таганрог, Россия        |                                                                 |
| Поражение | 6-3    | Виктор Немков              | Сдача (гильотина)            | M-1 Challenge 36                              | 8 декабря 2012   | 1     | 1:30  | Мытищи, Россия          |                                                                 |
| Поражение | 6-2    | Абдулкерим Эдилов          | TKO (удары руками)           | Dictator Fighting Championship 1              | 28 июня 2012     | 1     | 2:28  | Москва, Россия          |                                                                 |
| Победа    | 6-1    | Дмитрий Войтов             | Сдача (треугольник)          | M-1 Global: M-1 Fighter 2012 Quarterfinals    | 22 апреля 2012   | 1     | N/A   | Москва, Россия          |                                                                 |
| Победа    | 5-1    | Евгений Лапин              | Сдача (рычаг локтя)          | ProFC Grand Prix Global: Russia 2             | 7 октября 2011   | 1     | 1;45  | Ростов-на-Дону, Россия  |                                                                 |
| Победа    | 4-1    | Игорь Савельев             | Сдача (гильотина)            | Кубок Бойца 2011                              | 12 августа 2011  | 1     | 0:58  | Сочи, Россия            |                                                                 |
| Победа    | 3-1    | Артур Корчемный            | Сдача (рычаг локтя)          | Кубок Бойца 2011                              | 12 августа 2011  | 1     | 0:42  | Сочи, Россия            |                                                                 |
| Победа    | 2-1    | Игорь Слисарчук            | Сдача (рычаг локтя)          | Кубок Бойца 2011                              | 11 августа 2011  | 1     | 0:25  | Сочи, Россия            |                                                                 |
| Победа    | 1-1    | Сергей Филимонов           | Сдача (гильотина)            | M-1 Selection 2011: European Tournament       | 1 апреля 2011    | 2     | 0:51  | Махачкала, Россия       |                                                                 |
| Поражение | 0-1    | Адлан Амагов               | KO (удары руками)            | ProFC: Union Nation Cup 2                     | 25 сентября 2009 | 1     | 4:05  | Ростов-на-Дону, Россия  |                                                                 |